# Michel Bassompierre
Michel Bassompierre , nacido en París el 22 de marzo de 1948, es un escultor animalista francés. Alumno de René Leleu en la Escuela Regional de Bellas Artes de Rouen (fr:) en Rouen; reside cerca de Nantes en Loira Atlántico. En 1989, recibió el le Gran Premio del Salón Nacional de los Artistas Animalistas. En 1990, recibió el Premio Édouard-Marcel Sandoz (fr:)y en 1998 la medalla de oro del Salón de los Artistas Franceses (fr:).